# Brain-sur-Allonnes
Brain-sur-Allonnes település Franciaországban, Maine-et-Loire megyében. Lakosainak száma 2078 fő (2022. január 1.). Brain-sur-Allonnes Chouzé-sur-Loire, Saint-Nicolas-de-Bourgueil, Allonnes, La Breille-les-Pins és Varennes-sur-Loire községekkel határos.

## Népesség
A település népességének változása:
| Lakosok száma | 1366 | 1708 | 1801 | 1848 | 1987 | 1980 | 2003 | 2039 | 2046 | 2078 |
|               | 1968 | 1982 | 1990 | 2006 | 2013 | 2015 | 2017 | 2019 | 2020 | 2022 |